# Vila Jana Antonína Bati

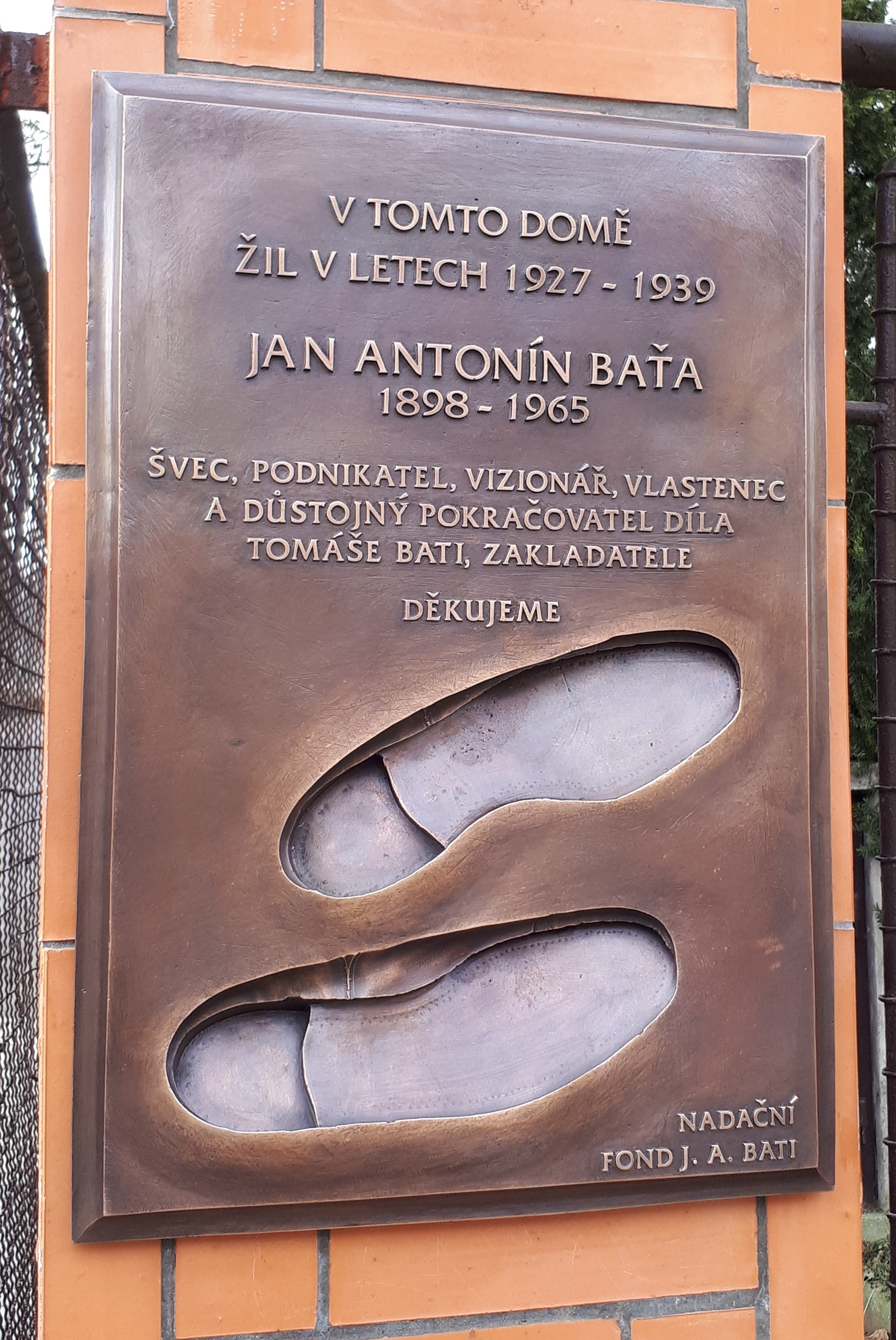
Pamětní deska umístěna u vstupu do zahrady vily J. A. Bati

Vila Jana Antonína Bati je jednopatrová vila z červeného spárovaného zdiva postavená pro nevlastního bratra zlínského průmyslníka Tomáše Bati Jana Antonína (1898–1965). Nachází se ve Zlíně na ulici Osvoboditelů 187 na rozlehlém pozemku nad zlínským katolickým kostelem svatého Filipa a Jakuba. Využívá ji Český rozhlas Zlín.

## Vznik a historie
Jan A. Baťa zastával již ve dvacátých letech ve firmě významné místo a byl svým bratrem připravován na jednu z klíčových rolí v budovaném koncernu. Do roku 1926 bydlel se svou ženou a v té době již třemi dětmi v jednom ze standardizovaných firemních domů. Tomáš Baťa podle dobových svědectví nesouhlasil s Janovým požadavkem postavit si vlastní dům. Ten se ovšem snažil zajistit pro svou početnou a stále se rozrůstající rodinu kvalitní bydlení a svůj záměr i přes bratrův nesouhlas realizoval. Proto není uvedeno jméno architekta Františka L. Gahury (1891–1958). Gahura byl přítelem a téměř vrstevníkem Jana A. Bati a začínajícím samostatným architektem. Také byl ale zaměstnancem firmy Tomáše Bati. Proto na projektu nemohlo figurovat jeho jméno. 15. září 1926 požádal Jan A. Baťa s přiloženými plány o stavební povolení na zakoupeném pozemku. Bylo vydáno 18. října 1926. Stavbu provedla zlínská stavební firma Zlámal a Plaček pod vedením Josefa Winklera bez uvedení architekta. Kolaudace domu proběhla v listopadu 1927.
Poměrně strohou stavbu vily na půdorysu 12 × 12 metrů oživila výduť jižní fasády v celé výšce stavby. V přízemí byl salon, jídelna s kuchyní a obytný pokoj, v patře ložnice a pokoje pro hosty s koupelnami. V suterénu bylo technické zázemí pro topení, prádelna, sušárna a skladiště. V každém podlaží byla okna s bílým nátěrem oddělená meziokenními pilířky. K orámování parapetů a překladů bylo kontrastně k červenému zdivu použito bílých cihel. Tento dekorativní prvek byl aplikován i po celém obvodu stavby pod přetaženou římsou a u sloupků pro zábradlí na střeše. Atypické bylo kyvné okno v západní fasádě. Garáž byla postavena mimo vilu pod svažitým terénem přímo u silnice. Vstup do domu vedl od ulice otevřeným schodištěm vedle garáže kolem odpočívadla na její střeše se zádveřím na východní straně. V roce 1931 došlo k přístavbě a rozšíření místností v půdorysném rozměru 17 × 12 metrů. Autorem architektonického řešení přístavby byl opět F. L. Gahura. Přístavba byla provedena podle návrhu firmy BAŤA, a. s., Zlín, stavební akciová společnost a na plánech je jako stavitel uveden Jar. Štampa a stavitelská firma Boh. Zámečníka. Zvýšil se obytný standard vily, což také odpovídalo vyššímu společenskému postavení stavebníka. V přízemí vznikla velká hala s krbem a byly rozšířeny společenské prostory a obytný pokoj a jídelna. Na jídelnu byla napojena nová kuchyň s moderním příslušenstvím. V patře byly přistavěny nové dětské a hostinské pokoje. Nad verandou vznikla terasa. Vnější charakter vily s kombinací červeného a bílého spárovaného zdiva zůstal zachován.
V roce 1937 zasáhl podstatněji do dispozice i vzhledu vily další firemní architekt Vladimír Karfík (1901–1996). Zrušil hlavní vstup z ulice a navrhl nový v západním průčelí. Vstup nadkryl betonovou markýzou a závětří zvýraznil skleněnými tvárnicemi. Ke vstupu byla přivedena komunikace s obratištěm pro auta. Upravena byla zřejmě i celá zahrada s bazénem. Výrazně zasáhl také do členění a zařízení nově koncipovaných reprezentativních místností. Byly vybaveny ve stejném stylu jako reprezentativní prostory Jana Antonína Bati. ve Společenském domě, kde přijímal oficiální návštěvy do roku 1937. Do nově zřízené pracovny a salonu ve vile byla přestěhována také podstatná část vybavení ze Společenského domu. V roce 1948 se zkonfiskovaná vila stala sídlem Svazu přátel SSSR. Na pozemku zahrady, kde stál původně i domek pro matku Jana A. Bati, začala od roku 1947 výstavba Kolektivního domu s budovami školky, jeslí a transformační stanice od architekta Jiřího Voženílka. V blízkosti vyrostly také zimní lázně. V roce 1951 byla vila adaptována pro potřeby Československého rozhlasu. Původní interiér se změnil a změny doznal postupně i exteriér stavby. Byl zrušen hospodářský vstup ze severní strany, zazděny některé okenní a dveřní otvory. Nad bočním vchodem byla provedena nová markýza. V interiéru se částečně zachoval původní členění pracovny Jana A. Bati s vestavěným nábytkem a se zásuvnými dveřmi, masivní obložení stěn a schodiště, krb z leštěného kamene a osvětlovací těleso ve schodišťové hale a také charakter vstupního prostoru.
Ke 120. výročí narození Jana Antonína Bati nechal Nadační fond Jana Antonína Bati vyrobit a nainstalovat pamětní desku. Deska je umístěna u vstupu do vily. Dílo navrhl a vytvořil sochař Ondřej Oliva z Velehradu. V pamětní desce jsou otisknuty Baťovy boty.